# Biodiversité en Wallonie
Depuis la création de la Région wallonne en 1980, les dirigeants régionaux ont entrepris de faire étudier le patrimoine biologique wallon et notamment de dresser la liste des sites de grand intérêt biologique. 

## Historique
Le pionnier de ces inventaires est Jean Massart, relayé par des travaux effectués dans les années 1960. Ces travaux sont désormais informatisés dans le cadre de la SGIB de l'Observatoire de la Faune, de la Flore et des Habitats (OFFH) en Wallonie.
On distingue dans ces sites de grand intérêt biologique : 
- les réserves naturelles domaniales ;
- les réserves naturelles agréées ;
- les réserves forestières ;
- les zones humides d'intérêt biologique (ZHIB) ;
- les cavités souterraines d'intérêt scientifique (CSIS) ;
- les parcs naturels ;
- les zones de protection spéciale (ZPS) ;
- les zones spéciales de conservation (ZSC - Natura 2000) ;
- les sites classés, les zones naturelles du plan de secteur.

En 2016, la Belgique recense 53 909 espèces indigènes, dont 36 368 animaux. Entre 1850 et 2016, 182 espèces ont disparu du territoire belge, 1 029 espèces sont menacées (30 % des mammifères) et 766 autres sont gravement menacées.